# Ṣolubba
Die Ṣolubba oder auch Ṣleb (arabisch: صلوبة oder صليب, DMG Ṣolubba oder Ṣleb) waren oder sind eine durch die sie umgebende Majorität in die Inferiorität gedrängte Gruppe, die auf der nördlichen Arabischen Halbinsel und bis zum südlichen Fruchtbaren Halbmond von der Jagd und vom Dienstleistungsnomadismus lebt bzw. lebte. Den letzten bekannten Kontakt (1956) hatte der österreichische Ethnologe Walter Dostal mit den Ṣolubba in Kuwait. Nach ihm stehen die Ṣolubba auf der letzten Stufe des beduinischen Rangordnungssystems und nehmen damit den Platz einer verachteten Kaste (Paria) ein. Frühere Reisende sahen in der Gruppe gewisse Parallelen zu den in „Europa umherziehenden Zigeunern“ und der Ethnologe Bernhard Streck konstatiert einen Bezug zu den „Orientzigeunern“.

## Herkunft

### Die Ṣolubba als Erben prähistorischer Jäger und Sammler
Unter der Einbeziehung der Betrachtungsweisen der Ethnogonie und der Ethnogenese der Ṣolubba ist es schwierig, Aussagen über die Herkunft der Gruppe zu treffen. Laut Werner Caskel könnten die Ṣolubba die Erben prähistorischer Jäger und Sammler sein. Auch die Archäologin Alison V. G. Betts sieht dahingehende Parallelen, da die Ṣolubba in ihrem Jagdverhalten prähistorischen Gruppen ähneln und ein Relikt eines vergangenen archaischen Lebens darzustellen scheinen. Als Beweis führt Betts Jagdtechniken an, die bereits im 7. Jahrtausend. v. u. Z. zur Erlegung von Antilopen genutzt wurden. Besondere Beachtung findet hier eine halbrunde Steinmauer, die sich in einem bestimmten Winkel einengt. Die Antilopen werden auf den davor entstandenen halbrunden Platz getrieben und können nur an jener Stelle der Mauer entkommen, an der sie eine Einsenkung aufweist. Hinter der Einsenkung befindet sich eine Grube, in der die darüber springende Jagdbeute leicht erlegt werden kann. Solche Anlagen wurden laut mehreren Autoren von den Ṣolubba genutzt. Deshalb geht eine Annahme davon aus, dass die Ṣolubba die Erben prähistorischer Jäger und Sammler auf der arabischen Halbinsel sind.

### Die Ṣolubba als Nachfahren der Eselnomaden
Eine weitere Annahme bezieht die von den Ṣolubba betriebene Eselzucht in die Herkunftsbetrachtung ein. So war der erste Nomadismus der in Nordafrika betriebene Eselnomadimus. Von dort gelangten die gezüchteten Esel durch Wanderungen über das Rote Meer an die arabische Küste, später dann nach Persien, Indien und andererseits nach Mesopotamien und Syrien. Nomaden, die mit ihren Eseln auf die Arabische Halbinsel eindrangen, verloren demnach ihren Status mit dem Aufkommen des Kamels als Zuchttier und wurden daraufhin zu Ausgestoßenen degradiert. Einzig die Ṣolubba könnten hiernach die Bewahrer des nordafrikanischen Esel-Nomadentums sein, da sie sich der Degradierung der Eselzucht widersetzten. Der Theologe Joseph Henninger sieht in der Theorie der „Eselmänner“ alle wesentlichen Merkmale der Ṣolubba berücksichtigt, wenngleich es keine Erwähnung von Eselzüchtern in der arabischen Literatur gibt. In welchem Zeitraum und warum es die „Eselmänner“, als deren Erben Henninger die Solubba gern sehen will, auf die Arabische Halbinsel getrieben hat, lässt auch diese Geschichtskonstruktion im Sinne einer Ethnogenese offen. Zu berücksichtigen bleibt auch die oftmals theologische statt ethnologische Sichtweise Henningers.

### Die Ṣolubba als Nachfahren der Kreuzfahrer
Von den Ṣolubba selbst ist überliefert, dass sie sich als die Nachkommen der Kreuzfahrer betrachten. Grundlage bildet u. a. eine angenommene christliche Abstammung. So zeigt das Eigentumszeichen der Ṣolubba ein Kreuz und das Wort Ṣleb ist eine Herleitung des Wortes al-ṣalīb, welches sich mit Kreuz übersetzen lässt. Noch genauer berufen sich die Ṣolubba auf den Ausruf Aulād Ṣalībī, was Kinder (bzw. Nachfahren) der Kreuzfahrer bedeutet. Ṣulaib, ein weiterer Plural von Ṣleb (Ṣulaibbī, männlicher Singular), ist wiederum die Diminutivform des Wortes ṣalīb und damit ergibt sich eine Verwandtschaft zwischen beiden Wörtern. Ferner berichtet Lewis Pelly von Hochzeits- und Beschneidungsfeiern, bei denen ein hölzernes und mit rotem Tuch behangenes Holzkreuz aufgerichtet wurde. Neben der Zurschaustellung des Holzkreuzes bei Feierlichkeiten, verkörpern die Ṣolubba durch seitlich ausgestreckte Arme während des salāt selbst ein Kreuz, jedenfalls will es wiederum Pelly so beobachtet haben. Zur Zeit der Kreuzfahrer gelangten die demnach heute so genannten Ṣolubba auf die arabische Halbinsel, verloren Kämpfe gegen Beduinen und wurden zugleich von ihnen versklavt und in die Wüste eskortiert, wo sie seitdem als Jäger und Dienstleistungsnomaden leben.

## Wirtschaft

### Jagd und besondere Nutzung der Jagdbeute
Neben der Nutzung der Gazellen für die Nahrung wurden sie ebenso für die Herstellung von Kleidern und Stoffbahnen verwendet. Die Ṣolubba nutzen die abgezogenen Felle der Gazellen und fertigen daraus ihre unverwechselbaren Gewänder, welche aus 15 – 20 Gazellenhäuten gefertigt werden. Nach Pieper kleiden sich die Ṣolubba aus wirtschaftlichen Gründen so: Das Gewand schützt gegen Hitze und Kälte gleichermaßen und ist für die Jagd überaus gut geeignet, weil sie den Träger mit dem Boden und der Vegetation verschwimmen lassen. Gerade die gute Tarnung durch die Gewänder vereinfacht die Jagd auf Gazellen. Bei dem Gewand, welches wie ein Mantel eine Öffnung für den Kopf, lange Ärmel und eine Kapuze aufweist, wird das Fell nach außen getragen und die gegerbte Seite nach innen. In der Zusammensetzung ihrer Bestandteile ist die Robe unverwechselbar, da sie keine Vorbilder besitzt. Ferner dient Pieper die Art und Weise der Gewandung als Beweis, um die Ṣolubba als atavistischen Stamm anzusehen. Eine Verknüpfung zu früheren prähistorischen Gruppen scheint in diesem Zusammenhang zumindest für Pieper, noch wahrscheinlicher. Männer und Frauen tragen beide die gleichen Kleider, wenngleich die Frauen wohl von Zeit zu Zeit auch die Gewänder der Beduinen tragen. Sie scheinen auch die einzigen zu sein, die überhaupt Tierhäute als Bekleidung benutzen. Kaum verwunderlich, gilt doch für Beduinen und Araber das Abziehen und Behandeln von Tierhäuten seit dem 13. Jhd. und einem erneuten Edikt von Šammar-Šēḫ Maršed ībn Ṭwāla aus dem Jahre 1938, zumindest im nordarabischen Raum, als nicht standesgemäß. Ein weiterer Grund, diese Kleidung zu tragen ist das sich kenntlich machen als Ṣolubba. Würden sie die Kleidung ablegen, könnte es passieren, dass sie von den Beduinen nicht mehr erkannt werden und ihren Schutz verlieren, für den sie ḥūwe, das Schutzgeld, bezahlen. Dadurch, dass die Ṣolubba durch ihre wenigen Besitztümer und ihrem gezahlten ḥūwe keinen Reiz für die Beduinen ausüben und von diesen in Ruhe gelassen werden, schließen sich viele Stammesfremde, die ǧar, den Ṣolubba an. Wenn sich die ǧar in den Gazellengewändern kleiden und dadurch den Anschein erwecken, als wären sie Ṣolubba, profitieren sie von deren Unverletzlichkeit. Allerdings hörte der Brauch der ḥūwe-Zahlung um 1930 auf, da ein verstärktes Eingreifen der Zentralregierungen diese Gepflogenheit beendete.
Neben der Nutzung der Häute für die Herstellung von Kleidern werden sie ebenfalls als Zeltplanen benutzt, denn den Ṣolubba war die Weberei unbekannt. Ein Grund dafür ist sicher die Dominanz der Jagd in früheren Zeiten, da sie weder Schafe noch Ziegen hielten und dadurch keine Webtradition entstehen konnte. Andererseits muss auch die Frage gestellt werden, ob es sich hierbei um „Unkenntnis“ handelte oder schlicht kein Bedarf an Webprodukten bestand. Im Gegensatz zu einer Vielzahl von Berichten, welche die Nutzung der Felle als Zeltbahnen beschreiben, berichten Wright, Pelly und Burkhardt von den üblichen schwarzen Ziegenhaarzelten, welche von Frauen gewoben werden. Solche Tendenzen werden sich über die Zeit ergeben haben, denn einerseits könnten die Ṣolubba nun selbst mit der Weberei angefangen haben, da sie neben den Eseln auch Schafe und Ziegen halten, oder sie bekommen die gewebten Stoffbahnen als Lohn für ihre Dienstleistungen von den Beduinen geschenkt. Ebenfalls ist bekannt, dass die Ṣolubba ihre Produkte in Städten gegen andere Waren eintauschen.
Während der Jagdstreifen nächtigten die Ṣolubba früher in Höhlen oder schliefen direkt in der Ḫala. Ebenfalls befolgten sie in vergangenen Zeiten Meidungsvorschriften vor der Jagd. Unter anderem verzichteten sie auf Geschlechtsverkehr, da „man nachher so schwach wird“. Zudem wurden Frauen über die Jagdumstände nicht informiert und die Kostbarkeiten, wie Leber und Herz, wurden noch an Ort und Stelle der Jagd von den Männern verspeist. Wie bei den Arabern wird die Halsschlagader des Tieres mit der Formel „b-ismi-llahi“ geöffnet. Dabei handelt es sich um die Basmala, die Eröffnungsformel von 113 Koranversen, die vollständig bismi ʾllāhi ʾr-raḥmāni ʾr-raḥīmi (Im Namen des barmherzigen und gnädigen Gottes) lautet. Hierin kann ein Hinweis gesehen werden, dass alte Glaubenselemente und Jagdrituale mit Gepflogenheiten des Islam vermischt wurden. Zumindest würde diese Tatsache die Standpunkte einiger Autoren untermauern.
In den 1950er Jahren verringerten sich die Zahlen der Gazellen auf der Arabischen Halbinsel deutlich. Wurden Beduinen früher noch als mäßige Jäger beschrieben, die mit Falken und Windhunden eher zum Zeitvertreib auf die Pirsch gingen, so jagen sie seit der Motorisierung mit Autos dem Wild hinterher. Durch diese bequeme und schnelle Möglichkeit der Jagd verringerte sich der Bestand der Gazellen beträchtlich. Auch die Nachrüstung der Ṣolubba mit Gewehren führte zu einer Verringerung des Bestandes. Konnten die Ṣolubba bei einer guten Jagd früher 10 – 20 Gazellen erlegen
, jagten sie später mit den Gewehren bis zu 30 Gazellen pro Jagd. Zu dieser Zeit spielte die Jagd für die Ṣolubba bereits keine große Rolle mehr. Ihr Talent der Spurensuche, das Wissen über verborgene Wasserquellen, der besondere Jagdstil und das damit einhergehende geographische Wissen der inneren Wüsten, machten sie einst zu auch von den Beduinen, beneideten Jägern. Deshalb nutzen die Jäger heute, zumindest in Kuweit, ihre Fähigkeiten für den Arbeitsmarkt. Sie sind Wüstenführer für Šēḫs und Touristen und ihr Wissen ist bei Armee, Polizei und Pfadfindern gleichermaßen begehrt. Ob die Ṣolubba heute noch der Jagd nachgehen, ist nicht bekannt. Durch die Abwanderung und Vertreibung der Gazellen und anderer Jagdbeute dürfte das Jagen heute mindestens in den Hintergrund gerückt sein und für die Versorgung eine nur noch periphere Rolle einnehmen.

### Eselzucht
Neben der Jagdtätigkeit ist der wohl wichtigste Wirtschaftszweig der Ṣolubba die Eselzucht. Nicht zuletzt durch die negative Konnotation der Eselzucht unter den Beduinen und der Negativzuschreibungen im Koran, finden sich die Ṣolubba in ihrer inferioren Position am Ende des beduinischen Rangordnungssystems wieder. Dennoch wird der Esel gerade als Lastentier bei den Beduinen benötigt, wenngleich er nicht geschätzt wird. Für die erfolgreiche Zucht von vor allem weißen Eseln sind die Ṣolubba bekannt und die besondere Färbung der Esel machen sie zu einem begehrten Kaufobjekt, welches seinen Weg über Marokko sogar bis nach England gefunden haben soll. Trotz hervorstechender Merkmale wie Schnelligkeit, welche sogar die der Kamele übertreffen soll und ihrer weißen Farbe, gilt die Zucht des Esels unter viehzüchtenden Nomaden als entwürdigend. Bereits im Koran wird der Esel als verfluchtes Tier beschrieben, da sich der Teufel an dessen Schweif festhielt und so auf die Arche Noah gelangte. Sein Geschrei gilt als „die häßlichste Stimme“ und in der islamischen Literatur wird er in Verbindung mit Schmutz, Sinnlichkeit und der materiellen Welt gebracht. Alle drei zugeschriebenen Faktoren sind Eigenschaften, die nicht mit islamischer Frömmigkeit in Verbindung zu bringen sind. Mitteilungen aus dem 13. Jhd. überliefern bereits Tätigkeiten, die von den Beduinen als verachtenswert klassifiziert wurden, u. a. das Reiten auf Eseln. Trotz ihrer Negativzuschreibung bilden die Ṣolubba-Esel einen wertvollen materiellen Gewinn für alle Käufer. Nach Musil „…stehen sie [im Preis] höher als ein Vollbluthengst und jeder Gouverneur und jeder reiche Mann sucht einen echten Slejb-Esel zu besitzen, den er bei feierlichen Anlässen reitet“. Deshalb können die Ṣolubba ihre Esel für hohe Summen in den Städten am Wüstenrand verkaufen oder gegen andere Waren wie Getreide eintauschen. Die am häufigsten frequentierten Städte zum Verkauf der Esel sind nach Caskel Damaskus und Palmyra. Ferner werden auch Esel in Bagdad verkauft, was den Tieren den weiteren Beinamen Bagdad-Esel eingebracht hat.
Seit 1880 dürfen sich die Ṣolubba unter Erlaubnis des Emirs Hā’il ībn Rešid auch mit der Aufzucht von Kamelen befassen. Jedoch besitzen sie nicht genügend Mittel, um sich größere Herden zu halten und eine Aufzucht konnte und kann auch nur dort stattfinden, wo eine starke Zentralregierung den Besitz der Ṣolubba vor den Raubzügen der Beduinen schützen konnte oder kann.

### Musikalische Dienstleistungen
Von fast allen Reisenden, welche mit den Ṣolubba in Kontakt standen, werden diese als außerordentlich musikalisch und dichterisch begabt beschrieben. Pieper sieht hier eine Parallele zu den musikalischen Begabungen der Zigeuner und dem dichterischen Talent der Beduinen und Araber. Ersterer Vergleich kann nach Dostal allerdings als ungültig angesehen werden. Gesangs- und Dichtkunst wurde von der Minorität, in diesem Falle den Ṣolubba, übernommen, als das Interesse dieser Kunstformen innerhalb der Majorität, hier den Beduinen, nachließ. Allerdings weist Dostal ebenfalls darauf hin, dass die Übernahme der Musik und Poesie auch ein Resultat der Ausbreitung der kriegerischen Kamelzüchternomaden in das Gebiet der Ṣolubba ist. Die vormalige Berufskaste der Sänger und Schmiede wurde demnach auf die inferiore Gruppe der Ṣolubba übertragen. Eine ähnliche Auffassung vertritt Caskel, wenn er von einer Vernachlässigung der Dichtkunst durch die Beduinen berichtet. Die „Wachheit und Wendigkeit des Geistes“ der Ṣolubba seien ausschlaggebend dafür, dass diese Ausgestoßenen langsam in die musikalische Sphäre der Beduinen eindringen konnten. Technik und Praxis des Dichtens und Musizierens wurden demnach übernommen und den Lebensrealitäten der Ṣoluba angepasst. So äußert sich in den angepassten Versen der Ṣolubba oft der Wunsch danach, selbst Beduine zu werden, um dem eigenen Inferioritätsstatus zu entkommen. Bereits 1956 oblag es ausschließlich den fahrenden Sängern der Ṣolubba, zumindest in Kuwait, die Volkspoesie der arabischen Beduinen zu pflegen. Daher besteht die häufigste Anwendung dieses Talentes darin, es vor zahlendem Publikum vorzuführen. Sowohl Frauen als auch Männer führen ihre Darbietungen bei sich bietenden Gelegenheiten den Beduinen vor und erhalten dafür Geschenke. So sind fast alle Ṣolubba als wandernde Musiker und Tänzer unterwegs und ziehen „[…] ähnlich den arabischen Barden, von Niederlassung zu Niederlassung und erwerben ihren Unterhalt“. Ihr musikalisches und poetisches Talent ist im nordarabischen Raum bei Land- und Stadtbevölkerung gleich begehrt. Ein Grund dafür ist sicher auch der Hang der Ṣolubba, Verse so zu gestalten, dass sie den jeweiligen Gastgeber in besonderer Form preisen, nicht zuletzt auch des Profites wegen. Dieses „Zersingen“ der Verse durch die Einfügung eigener und improvisierter Inhalte ist allerdings keine Neuzugabe der Ṣolubba, sondern nach Caskel ein typischer Kunstgriff der Beduinen. In diesem Fall kann davon ausgegangen werden, dass die Ṣolubba die Hinwendung zur inhaltlichen Improvisation der Texte ebenfalls von den Beduinen übernommen haben, was rückwirkend auch die Beliebtheit der Poesiedarbietungen bei der beduinischen Superiorität erklären könnte.
Die musikalisch-poetischen Aufführungen bestehen aus Gesang, Instrumentalspiel und Tanz. Dabei nehmen Männer meist die Rolle der Sänger bzw. des Erzählers ein und Frauen die der Tänzerinnen. Instrumentale Begleitung finden die Darbietungen durch die rbābe, einer viereckigen Gitarre oder durch die ṭār, einer Rahmentrommel, bzw. Tamburin. Butler bezeugt weiterhin den Gebrauch der mutbaḫ, einer aus zwei Röhren zusammengebundenen Flöte, welche der Beschreibung zufolge an die Schalmei erinnert.
Da die Jagd keine primäre Rolle der Selbstversorgung mehr spielt und die eigenen kleinen Schafs- und Ziegenherden kaum für eine autarke Versorgung in Frage kommen, sind die Ṣolubba auf Bevölkerungsgruppen angewiesen, die ihre angebotenen Dienstleistungen bezahlen.

### Schmiedehandwerk
Als vierte große Erwerbsquelle kann, neben der Eselzucht, der vormals wichtigen Jagd und den musikalischen Aufführungen, das Schmiedehandwerk angesehen werden, denn: „ […] im Kerne sind sie wandernde Schmiede und Kesselflicker“. Dem Handwerk des Kesselflickens geschuldet, eröffnen Doughty und Pieper gewisse Parallelen zu den europäischen Zigeunern. Sie fertigen Äxte, Sensen, Töpfe und widmen sich der Stahlveredelung. Ihr Geschäft führen sie im Winterhalbjahr direkt bei den Beduinen durch. Allerdings ergibt sich ein Problem, da „Das Schmiedehandwerk mit seinen Erzfundstätten, Schmelzplätzen usw. […] an feste Orte gebunden [ist]“. Deshalb stellt das Schmiedehandwerk einen Import von sesshaften Gruppen dar. Dieser Befund widerspricht konstruierten Abstammungsthesen im Sinne einer Ethnogenese, wie beispielsweise der von den in mittel- und neo-assyrischen Texten beschriebenen Schmieden der Šelappāyu oder der Annahme, die Ṣolubba seien Qeniter, die von Kain dem Schmied abstammen. Solche Annahmen werden auch von Dostal verworfen, da die Ṣolubba das Schmiedehandwerk sekundär im Zuge einer Gewerbeübernahme erlernten, um den Bedarf an Metallerzeugnissen zu decken und damit ihre Lebensexistenz zu sichern. Für inferiore Gruppen wie die Ṣolubba, die in der beduinischen Rangordnungsfolge den letzten Platz einnehmen, ist auch das Schmiedehandwerk mit Vorurteilen, die weit in die vorislamische Zeit zurückreichen, verbunden.

### Medizinische Dienstleistungen
Tatsächlich sind die Ṣolubba für ihre medizinischen Fähigkeiten bekannt und bieten diese als Dienstleistungen an, auch wenn ihre Fertigkeiten bei den Beduinen unter dem Verdacht der Zauberei stehen und daher mit Skepsis betrachtet werden. Neben der Versorgung von Menschen sind sie auch mit der Veterinärmedizin vertraut. Für die Beduinen sind die neutralen und medizinisch gewandten Ṣolubba meist die einzige Anlaufstelle, um sich untersuchen oder von Krankheiten heilen zu lassen. Sie gehen im Krankheitsfall zu den Zelten der Ṣolubba und lassen sich dort behandeln. Sollten sie ihrer Krankheit erliegen, werden sie sogleich von den Ṣolubba beerdigt. Neben der Punktation und dem Einschneiden von Geschwüren wird als häufigste Methode der Behandlung das Brennen angewandt. Dabei wird ein zusammengerolltes Tuch auf die zu behandelnde Stelle gesetzt und an der Oberseite angezündet. Durch diese Methode entstehen Brandblasen auf der Haut, die Heilung versprechen, sobald sie aufgehen. Wo der Brennstab angesetzt wird, um beispielsweise Rheuma oder andere Krankheiten zu heilen, bleibt das Geheimnis des behandelnden Ṣlēbī (Singularform von Ṣolubba). Neben dem Brennen verwenden die Ṣolubba eine aus Kamelknochenmark zubereitete Salbe. Diese wird ebenfalls auf die zu behandelnden Stellen aufgetragen und gegebenenfalls wird die Stelle anschließend noch gebrannt. Musil berichtet von einer weiteren Heilungsmethode, bei der ein Geschwächter flüssige Butter zu trinken bekommt und der Reisende Guarmani wurde dadurch geheilt, dass er von Ṣolubba mit Butter eingerieben wurde.

### Besondere Dienstleistungen
Harold Richard Patrick Dickson beschreibt, dass die Ṣolubba neben dem Wahrsagen auch um die Geheimnisse der Zubereitung von bestimmten Tränken wissen. So können die von den Beduinen als Hexen und Zauberinnen gefürchteten Frauen der Ṣolubba Liebestränke brauen und männliche Impotenz herbeiführen. Gegenteilig könnten sie auch die Zeugungskraft der Männer erhöhen, das Wachstum von Kindern beeinflussen oder die Länge eines Lebens manipulieren. In diesem Sinne besitzen die Ṣolubba sowohl gute als auch schlechte Kräfte. Dabei handelt es sich jedoch um Erzählungen von Beduinen. Für die Wahrsagerei verwenden die Ṣolubba Münzen, Muscheln und Scherben, welche aus der Hand fallengelassen werden. Aus der Anordnung der gefallenen Objekte kann dann die Zukunft des Klienten vorausgesagt werden.
Die Fähigkeiten des Wahrsagens und Zauberns stellen in diesem Sinne einen weiteren Einnahmezweig von Dienstleistungsnomaden dar und dürften daher auch der Sicherung des Lebensunterhaltes der Ṣolubba dienen. Dass die Ṣolubba auch durch diese Künste in den Stand der Inferiorität gedrängt werden, lässt sich wiederum mit der islamischen Frömmigkeit erklären, welche Zauberei und die Wahrsagekunst als Gotteslästerei versteht. Als Beispiel sei hier nur auf Sure 2: 102, Sure 10: 77 sowie 81 und 82 oder Sure 20: 67 – 69 verwiesen.

## Religion
Die Ṣolubba bekennen sich offiziell zu den Glaubensvorstellungen der sie umgebenden Majorität, in diesem Fall zum Islam, auch wenn sie anscheinend eigene Glaubensvorstellungen und Reste anderer Glaubensrichtungen unter der Bezeichnung des Islam vermischen. Daneben werden sie auch als religiöse Indifferentisten beschrieben, deren Gleichgültigkeit gegenüber dem wahren islamischen Glauben so hervorstechend ist, dass ihnen mitunter von früheren Reisenden jegliche Religiosität abgesprochen wird. Diese Gleichgültigkeit gegenüber dem Islam würde sie sicher zu Ausgestoßenen machen, wären sie nicht schon vorher aus der Konformität der arabisch-beduinischen Gesellschaft verdrängt worden. Dadurch, dass sie an der arabisch-beduinischen Lebenswelt nicht teilhaben dürfen, wird ihnen gleichzeitig der Zugang zum Islam und zum stammesübergreifenden gemeinsamen Gebet, dem salāt, verwehrt. Die islamische Praxis wird vollzogen, auch wenn die Ṣolubba ihr ṣalāt, welches sie nach Pelly drei Mal am Tag beten, nicht stammesübergreifend vollziehen und dabei unter sich bleiben. Die Abgeschiedenheit ihres ṣalāt stellt zwar keinen Verstoß im koranischen Kontext dar, doch wird das gemeinsame Gebet der Gemeinschaft (umma) als wirksamer empfunden, da das Individuum ein integraler Bestandteil der umma ist. Ebenfalls wird bei einer erfolgreichen Jagd das getötete Tier mit der Rezitation der Basmala geöffnet, in der die Handlung unter Allāh gesegnet werden soll. Darüber hinaus gehen sie dem Gebot der Beschneidung nach, hingegen Vernier meint, dass die Ṣolubba nur Beschneidungen an Beduinenkindern durchführen, selbst aber nicht beschnitten sind. Nach Pelly fasten die Ṣolubba u. a. im Monat Ramaḍān 30 Tage lang.
In älteren Beschreibungen über die Ṣolubba werden diese oft mit den Johanneschristen in Verbindung gebracht. Diese treten noch nach dem Tod Johannes des Täufers im Neuen Testament als gnostische Sekte auf. Im 17. Jhd. glaubte man Reste des Johanneschristentums bei den Mandäern (bzw. Sabiern) gefunden zu haben. Pelly machte in seiner Arbeit von 1865 Ḥarrān im Irak bzw. Mesopotamien als Wallfahrtsort der Ṣolubba aus und berichtet davon, wie sich die Ṣolubba selbst als Sabier (Mandäer) bezeichnen. Ebenso sollen sie Psalme und Heilige Schriften besitzen, welche in chaldäisch und assyrisch abgefasst sind, bzw. in mandäischer Sprache. Neben diesen Merkmalen des Mandäismus beten sie auch den Polarstern und einen Stern in der Widderkonstellation an. Wenn sie nicht nach Mekka beten, richten sie sich nach einem dieser Sterne aus und bilden mit ihren Körpern ein Kreuz. Zum Mandäismus gehört auch das siebenmalige Untertauchen während der Taufe. Jedoch sind Pellys Behauptungen isoliert von anderen Beobachtungen und Quellen und der Name Sabier geht auf zwei unterschiedliche Sekten zurück. Zum einen auf die tatsächlichen Mandäer und zum anderen auf eine heidnische Sekte in Ḥarrān (Syrien) „die sich nur zur Tarnung den Namen Sabier beigelegt hatte und noch jahrhundertelang unter islamischer Herrschaft bestehen konnte“. Die Sekte in Ḥarrān hat allerdings nichts mit den Mandäern zu tun. Wahrscheinlich handelt es sich um eine Verwechslung der Namen Ṣubba (Mandäer) und Ṣluba (Ṣlēb), da Pelly selbst mit Dolmetscher reiste. Dass die Ṣolubba das Johanneschristentums bewahrt haben, kann daher als unwahrscheinlich angesehen werden.